# Emas
Emas is een gemeente in de Braziliaanse deelstaat Paraíba. De gemeente telt 3.374 inwoners (schatting 2009).